# Рюдман, Туре
Ту́ре Рю́дман (англ. Tore Rydman; 11 октября 1914, Норрчёпинг, Эстергётланд — 3 января 2003) — шведский кёрлингист.
В составе мужской сборной Швеции по кёрлингу участник и бронзовый призёр чемпионата мира 1965. Чемпион Швеции среди мужчин.
Играл на позиции четвёртого, но скипом команды не был.
В 1966 введён в Зал славы шведского кёрлинга (швед. Stora Curlare).

## Достижения
- Чемпионат Швеции по кёрлингу среди мужчин: золото (1965).

## Команды
| Сезон   | Четвёртый   | Третий            | Второй       | Первый          | Турниры            |
| ------- | ----------- | ----------------- | ------------ | --------------- | ------------------ |
| 1964—65 | Туре Рюдман | Гуннар Куллендорф | Сигурд Рюден | Бёрье Хольмгрен | ЧШМ 1965 · ЧМ 1965 |

(скипы выделены полужирным шрифтом)